# Thelcticopis scaura
Thelcticopis scaura är en spindelart som först beskrevs av Simon 1910.  Thelcticopis scaura ingår i släktet Thelcticopis och familjen jättekrabbspindlar.
Artens utbredningsområde är São Tomé. Inga underarter finns listade i Catalogue of Life.